# جو كاباياشي
جو كاباياشي (باليابانية: 上林 豪) (مواليد 18 أغسطس 2002) هو لاعب كرة قدم ياباني.

## وصلات خارجية
- جو كاباياشي على موقع رابطة كرة القدم اليابانية للمحترفين (اليابانية)
- جو كاباياشي على موقع Soccerway.com (الإنجليزية)